# Филипп Рейнхард (граф Ганау-Мюнценберга)
Филипп Рейнхард Ганау-Мюнценбергский (нем. Philipp Reinhardvon Hanau-Münzenberg; 2 августа 1664 — 4 октября 1712) — дворянин Священной Римской империи, последний граф Ганау-Мюнценберга.

## Биография
Сын Иоганна Рейнхарда II Ганау-Лихтенбергского, который был младшим сыном Филиппа Вольфганга — графа Ганау-Лихтенберга. Отец умер, когда Филиппу Рейнхарду было всего два года, и опекунами детей стали мать Анна Магдалена Пфальц-Биркенфельд-Бишвейлерская и дядя Кристиан II (пфальцграф Цвейбрюккен-Биркенфельда). Филипп Рейнхард сначала учился вместе с младшим братом Иоганном Рейнхардом III в Страсбурге, а в 1678 году переехали к матери в Бабенхаузен. Затем они совершили гран-тур, посетив Эльзас и Женеву. В 1680 году они съездили в Турин, в 1681 году посетили Париж, в 1683 — Нидерланды, Англию и ряд французских провинций, в 1684 году объехали всю Италию, в 1686 году побывали при императорском дворе в Вене, а по пути домой проехали Богемию и навестили саксонский двор в Дрездене.
Ещё в 1458 году графство Ганау разделилось на Ганау-Мюнценберг и Ганау-Лихтенберг. В 1610 году Иоганн Рейнхард I (граф Ганау-Лихтенберга) и Филипп Людвиг II (граф Ганау-Мюнценберга) заключили договор между двумя ветвями рода (впоследствии утверждённый императором), согласно которому в случае, если одна из ветвей рода пресекалась, её владения наследовались другой ветвью рода. Этот договор вступил в силу в 1642 году, когда в ветви, правившей Ганау-Мюнценбергом, не осталось мужчин, и правителем обеих частей графства стал Фридрих Казимир (старший сын Филиппа Вольфганга). Однако своими фантастическими прожектами и необдуманной политикой он довёл графство до финансовой катастрофы, поэтому Иоганн Филипп Ганау-Лихтенбергский в ноябре 1669 года устроил переворот и захватил власть в отсутствие Фридриха Казимира. Являвшиеся опекунами наследников Кристиан II Цвейбрюккен-Биркенфельдский и Анна Магдалена Пфальц-Биркенфельд-Бишвейлерская попросили императора Леопольда I ввести в графстве принудительное управление. Император согласился с ними, советники Фридриха Казимира были распущены и было создано новое правительство, а Кристиан и Анна Магдалена были назначены сорегентами с правом вето на любые решения Фридриха Казимира.
Фридрих Казимир скончался 30 марта 1685 года. В связи с отсутствием у Филиппа Казимира детей, земли графства были унаследованы его племянниками: Ганау-Мюнценберг получил Филипп Рейнхард, а Ганау-Лихтенберг — Иоганн Рейнхард III. Так как они были ещё несовершеннолетними, то их опекуны продолжали действовать в качестве регентов. Филипп Рейнхард начал править самостоятельно с 1687 года.
27 февраля 1689 года Фридрих Рейнхард женился на дочери Кристиана II — Магдалене Клаудии, однако с детьми им не повезло: два ребёнка родились мёртвыми, а третья девочка прожила всего полгода. В 1701 году Филипп Рейнхард начал строительство к западу от городских ворот Ханау замка, названного в его честь «Филиппсруэ».
В 1704 году Магдалена Клаудия скончалась, и Филипп Рейнхард захотел жениться на её фрейлине, однако этому мезальянсу воспротивились как его родственники, так и его советники, и помолвку пришлось расторгнуть. 26 декабря 1705 года он женился на Шарлотте Вильгельмине Саксен-Кобург-Заальфельдской; этот брак оказался бездетным.
Филипп Рейнхард скончался в 1712 году в замке Филлипсруэ. В связи с отсутствием у него детей графство Ганау-Мюнценберг унаследовал его младший брат Иоганн Рейнхард III, правивший графством Ганау-Лихтенберг.